# توره هولم
توره هولم (انگلیسی: Tore Holm؛ ۲۵ نوامبر ۱۸۹۶ – ۱۵ نوامبر ۱۹۷۷) قایقران قایق بادبانی اهل سوئد بود.